# Svømning under sommer-OL 2016 – 100 m rygsvømning (damer)
100 m rygsvømning for damer under Sommer-OL 2016 vil finde sted den 7. august - 8. august 2016. 

## Medaljefordeling
| Medaljetagere  | Medaljetagere  | Medaljetagere | Medaljetagere |
| -------------- | -------------- | ------------- | ------------- |
| Guld           | Sølv           | Bronze        | Bronze        |
| Katinka Hosszú | Kathleen Baker | Kylie Masse   | Fu Yuanhui    |

## Turneringsformat
Konkurrencen blev afviklet med indledende heats, semifinaler og finale. Efter de indledende heats gik de 16 bedste tider videre til semifinalerne, hvor det blev afgjort hvilke otte tider, der var de bedste. Disse gik til finalen, hvor medaljerne blev fordelt. 

## Tidsplan
Nedenstående tabel viser tidsplanen for afvikling af konkurrencen:
| Dato      | Tid   | Runde       |
| --------- | ----- | ----------- |
| 7. august | 13:00 | Heats       |
| 7. august | 22:24 | Semifinaler |
| 8. august | 22:25 | Finale      |

## Resultater

### Heats
| Nr. | Heat | Bane | Navn                    | Nationalitet          | Tid     | Noter |
| --- | ---- | ---- | ----------------------- | --------------------- | ------- | ----- |
| 1   | 4    | 3    | Kathleen Baker          | USA                   | 58.84   | Q     |
| 2   | 5    | 4    | Emily Seebohm           | Australien            | 58.99   | Q     |
| 3   | 5    | 3    | Kylie Masse             | Canada                | 59.07   | Q     |
| 4   | 4    | 4    | Mie Nielsen             | Danmark               | 59.13   | Q     |
| 4   | 5    | 5    | Katinka Hosszú          | Ungarn                | 59.13   | Q     |
| 6   | 3    | 5    | Olivia Smoliga          | USA                   | 59.60   | Q     |
| 7   | 4    | 6    | Georgia Davies          | Storbritannien        | 59.86   | Q     |
| 8   | 3    | 4    | Madison Wilson          | Australien            | 59.92   | Q     |
| 9   | 4    | 5    | Fu Yuanhui              | Kina                  | 1:00.02 | Q     |
| 10  | 3    | 3    | Anastasia Zuyeva        | Rusland               | 1:00.04 | Q     |
| 11  | 3    | 2    | Kirsty Coventry         | Zimbabwe              | 1:00.13 | Q     |
| 12  | 5    | 2    | Dominique Bouchard      | Canada                | 1:00.18 | Q     |
| 13  | 4    | 8    | Matea Samardžić         | Kroatien              | 1:00.46 | Q     |
| 14  | 4    | 2    | Wang Xueer              | Kina                  | 1:00.59 | Q     |
| 15  | 4    | 1    | Duane da Rocha          | Spanien               | 1:00.87 | Q     |
| 16  | 3    | 7    | Eygló Ósk Gústafsdóttir | Island                | 1:00.89 | Q     |
| 17  | 3    | 8    | Simona Baumrtová        | Tjekkiet              | 1:01.08 |       |
| 18  | 3    | 7    | Kira Toussaint          | Holland               | 1:01.17 |       |
| 19  | 2    | 5    | Claudia Lau             | Hongkong              | 1:01.27 |       |
| 20  | 4    | 1    | Yekaterina Rudenko      | Kasakhstan            | 1:01.28 |       |
| 21  | 2    | 4    | Alicja Tchórz           | Polen                 | 1:01.31 |       |
| 22  | 4    | 7    | Katarína Listopadová    | Slovakiet             | 1:01.43 |       |
| 23  | 3    | 6    | Daria Ustinova          | Rusland               | 1:01.45 |       |
| 24  | 3    | 1    | Mimosa Jallow           | Finland               | 1:01.58 |       |
| 25  | 5    | 6    | Etiene Medeiros         | Brasilien             | 1:01.70 |       |
| 26  | 3    | 2    | Natsumi Sakai           | Japan                 | 1:01.74 |       |
| 27  | 2    | 3    | Alexus Laird            | Seychellerne          | 1:03.33 |       |
| 28  | 2    | 2    | Kimiko Raheem           | Sri Lanka             | 1:04.21 |       |
| 29  | 2    | 6    | Lara Butler             | Caymanøerne           | 1:04.98 | NR    |
| 30  | 2    | 1    | Caylee Watson           | Amerikanske Jomfruøer | 1:07.19 | NR    |
| 31  | 1    | 4    | Gaurika Singh           | Nepal                 | 1:08.45 |       |
| 32  | 1    | 5    | Evelina Afoa            | Samoa                 | 1:08.74 |       |
| 33  | 2    | 7    | Talisa Lanoe            | Kenya                 | 1:10.02 |       |
| 34  | 1    | 3    | Rita Zeqiri             | Kosovo                | 1:12.31 | NR    |

### Semifinaler

#### Semifinale 1
| Nr. | Bane | Navn                    | Nationalitet | Tid     | Noter |
| --- | ---- | ----------------------- | ------------ | ------- | ----- |
| 1   | 6    | Madison Wilson          | Australien   | 59.03   | Q     |
| 2   | 5    | Mie Nielsen             | Danmark      | 59.18   | Q     |
| 3   | 4    | Emily Seebohm           | Australien   | 59.32   | Q     |
| 4   | 3    | Olivia Smoliga          | USA          | 59.35   | Q     |
| 5   | 2    | Anastasia Zuyeva        | Rusland      | 59.68   |       |
| 6   | 7    | Dominique Bouchard      | Canada       | 1:00.54 |       |
| 7   | 8    | Eygló Ósk Gústafsdóttir | Island       | 1:00.65 |       |
| 8   | 1    | Wang Xueer              | Kina         | 1:01.44 |       |

#### Semifinale 2
| Nr. | Bane | Navn            | Nationalitet   | Tid     | Noter |
| --- | ---- | --------------- | -------------- | ------- | ----- |
| 1   | 4    | Kathleen Baker  | USA            | 58.84   | Q     |
| 2   | 3    | Katinka Hosszú  | Ungarn         | 58.94   | Q     |
| 3   | 2    | Fu Yuanhui      | Kina           | 58.95   | Q     |
| 4   | 5    | Kylie Masse     | Canada         | 59.06   | Q, NR |
| 5   | 6    | Georgia Davies  | Storbritannien | 59.85   |       |
| 6   | 7    | Kirsty Coventry | Zimbabwe       | 1:00.26 |       |
| 7   | 1    | Matea Samardžić | Kroatien       | 1:00.60 |       |
| 8   | 8    | Duane da Rocha  | Spanien        | 1:00.85 |       |

### Finale
| Nr. | Bane | Navn           | Nationalitet | Tid   | Noter |
| --- | ---- | -------------- | ------------ | ----- | ----- |
| 1   | 5    | Katinka Hosszú | Ungarn       | 58.45 | NR    |
| 2   | 4    | Kathleen Baker | USA          | 58.75 |       |
| 3   | 2    | Kylie Masse    | Canada       | 58.76 | NR    |
| 3   | 3    | Fu Yuanhui     | Kina         | 58.76 |       |
| 5   | 7    | Mie Nielsen    | Danmark      | 58.80 |       |
| 6   | 8    | Olivia Smoliga | USA          | 58.95 |       |
| 7   | 1    | Emily Seebohm  | Australien   | 59.19 |       |
| 8   | 6    | Madison Wilson | Australien   | 59.23 |       |